# پرویز دوایی
پرویز دوایی منتقد ماهنامه فیلم و نویسنده و مترجم ایرانی متولد بیست و هفت آذر ۱۳۱۴ تهران است. وی از دهه پنجاه ساکن پراگ، پایتخت جمهوری چک است.

## زندگی
پرویز دوایی فارغ التحصیل دانشکده ادبیات دانشگاه تهران در رشته زبان انگلیسی است و همین تسلط به زبان باعث شد که مترجم مقالات مختلف سینمایی و متن گفتگو برای دوبله فیلم‌ها باشد. 
او سال‌ها با مجلات سینمایی مختلفی همکاری و به‌عنوان منتقد فیلم شهرت پیدا کرد. از مجلاتی که با آنها همکاری کرد می‌توان به سپید و سیاه، فردوسی، رودکی، روشنفکر و سینما و نگین اشاره کرد.
برای ماهنامه سینمایی فیلم هم گاهی بهاریه یا مقاله نوشته است. آخرین مقاله اش را در ایران در سال ۱۳۵۳ در مجله سپید و سیاه با عنوان «خداحافظ رفقا» نوشت و برای یک دوره آموزشی به چکسلواکی رفت و ساکن پراگ شد.
دوایی از پایه‌گذاران کانون پرورش فکری کودکان و نوجوانان در کنار پرویز کلانتری، عباس کیارستمی، اکبر صادقی، نورالدین زرین کلک، سیروس طاهباز و خسرو سینایی است و مدتی هم دبیر جشنواره فیلم کودکان و نوجوانان در سال‌های ۵۰ و ۵۲ بود.
درسال ۱۳۸۷ به مناسبت آخرین رونمایی از کتابش در خانه هنرمندان دوستانش در مورد او گفتند. احمدرضا احمدی از دوران دوستی‌اش با پرویز دوایی گفت که سرآغازش فیلم قیصر مسعود کیمیایی بود. جمشید ارجمند دوایی را شاعری می داند که در قالب شهر فارسی شعر نمی گوید. ابراهیم حقیقی هم نقد درست فیلم را مدیون پرویز دوایی می‌داند. مسعود مهرابی معتقد است که نسل گذشته او را با نقدهای سینمایی اش می‌شناسد و نسل امروز با داستان‌هایش. در سال ۱۳۹۰ درسومین جشن جایزه کتاب سال سینمای ایران از پرویز دوایی تقدیر شد.

## آثار
کتاب‌هایش لحنی نوستالژیک دارد و ریشه در خاطرات دوران کودکی و همچنین در ارتباط با سینما است. پرویز دوایی در حال حاضر ساکن پراگ است و علاوه بر آثار ترجمه ای، تالیفی در زمینه سینما مجموعه داستان ها و کتاب های دیگری را هم در کارنامه دارد.
- باغ
- بازگشت یکه‌سوار
- سبز پری
- ایستگاه آبشار
- بلوار دل‌های شکسته، ۱۳۸۴
- امشب در سینما ستاره، ۱۳۸۷
- درخت ارغوان (نامه‌هایی از پراگ)، ۱۳۹۲
- به خاطر باران (نامه‌هایی از پراگ)، ۱۳۹۳
- روزی تو خواهی آمد (نامه‌هایی از پراگ)، ۱۳۹۵
- خیابان شکرچیان (نامه‌هایی از پراگ)، ۱۳۹۷

## ترجمه
- تنهایی پرهیاهو (بهومیل هرابال)
- نی سحرآمیز و چند داستان دیگر (بهومیل هرابال)
- سینما به روایت هیچکاک (فرانسوا تروفو)
- بچه هالیوود (زندگی‌نامه رابرت پریش)
- سرگیجه (فیلمنامه ساموئل ای تیلور)
- استلا (جان دوهاتوگ)[۴]
- ۲۰۰۱: ادیسه فضایی (آرتور سی. کلارک)
- ذن در هنر نویسندگی (ری برادبری)[۵]
- فن سناریو نویسی (نوشته یوجین ویل)